# Алтухов, Василий Петрович
Васи́лий Петро́вич Алтухо́в (род. 5 января 1941, Нижнее Березово-Второе, Курская область) — депутат Государственной Думы РФ третьего созыва, депутат Белгородской областной Думы четвёртого созыва.

## Биография
Родился в селе Нижнее Березово (ныне — Шебекинского района Белгородской области). Окончил ХИМЭСХ.
До марта 2000 года был главой администрации Шебекинского района и г. Шебекино Белгородской области. В 1999 году баллотировался в Государственную Думу РФ по федеральному списку КПРФ. В декабре 2000 года получил освободившийся мандат депутата Государственной Думы после избрания А. Н. Михайлова губернатором Курской области. Член Комитета ГД по труду и социальной политике.
Участвовал в выборах губернатора Белгородской области 25 мая 2003 года. Занял второе место с 21% голосов, уступив действующему главе региона Е.С. Савченко.
Является членом Белгородского обкома КПРФ.